# Awtozaprawocznoj Stancyi
Awtozaprawocznoj Stancyi (ros. Автозаправочной Станции) – osiedle typu wiejskiego w zachodniej Rosji, w osiedlu wiejskim Pieczerskoje rejonu smoleńskiego w obwodzie smoleńskim.

## Geografia
Miejscowość położona jest przy drodze magistralnej M1 «Białoruś», 0,5 km od drogi regionalnej 66N-1807 (Awtozaprawocznoj Stancyi – Smoleńsk), 1 km od centrum administracyjnego osiedla wiejskiego (Pieczersk), 10 km od Smoleńska.

## Demografia
W 2010 r. miejscowość zamieszkiwały 133 osoby.